# 孔胤植
孔胤植（1592年12月17日—1648年1月9日），字懋甲，號對寰，山東曲阜人。孔子第六十五代嫡孫，孔尚坦之子。

## 生平
孔胤植出生於明萬曆二十年十一月十四日（1592年12月17日）丑時，是太學生孔尚坦與夫人吳氏的獨生子:11-12。孔胤植於萬曆四十七年（1619年）襲封五經博士；他的堂伯父衍聖公孔尚賢晚年，其兩個親生兒子孔胤椿、孔胤桂，都已先去世且无子嗣；故孔胤植过继大宗承嗣。天啟元年十一月廿四（1622年1月5日）孔尚賢過世後，孔胤植先獲准管理孔府事務，後於天啟二年五月二十四日（1622年7月2日）正式獲准襲封衍聖公；天啟七年（1627年）加封太子太保。崇禎元年（1628年），原行輩字已經不夠用，孔胤植奏准續十字，取名：「興毓傳繼廣，昭憲慶繁祥」；而據《闕里志》載，此十字行輩亦連同十個表字輩：「起鍾振體京，顯法澤羽瑞」。崇禎三年（1630年）晉階太子少傅。崇禎十三年（1640年）山東饑荒，疫病流行，胤植减免粮税，又出資放糧。著有《述聖圖》一卷。
滿清入關後，孔胤植於顺治元年（1644年）獲准續封衍聖公；順治四年十二月十五日（1648年1月9日）酉時卒，享年五十六歲。
雍正帝即位後，已故的孔胤植名字避諱，寫作「孔衍植」。

## 家族

### 祖先
- 曾祖父：孔聞韶（1482年—1546年），弘治十六年（1503年）承襲衍聖公[1]:11。
- 曾祖母：衛氏（1497年—1575年），孔聞韶繼配，第二代宣城伯衛璋次女、衛穎孫女；松江華亭人[註 1]；生孔貞幹、孔貞寧兩子。
  - 嗣祖父：孔貞幹（1519年—1556年），嘉靖二十五年（1546年）承襲衍聖公。
  - 嗣祖母：張氏（1521年—1551年），是明孝宗皇后張氏的侄女、建昌侯張延齡的女兒，有一子。
    - 嗣父：孔尚賢（1544年—1622年），嘉靖三十五年（1556年）承襲衍聖公。
    - 嗣母：嚴氏（1544年—1602年），嚴世蕃長女，無親生子女。

  - 本生祖父：孔貞寧（1522年—1606年），字用致、號一亭，嘉靖二十五年（1546年）承襲五經博士；贈太子太保、衍聖公。元配李氏、繼配張氏。有六子。[註 2]
  - 本生祖母：王氏，孔貞寧側室，贈衍聖公夫人。[註 3]
    - 生父：孔尚坦（1573年—1598年），字安之，太學生；贈太子太保、衍聖公。[註 3]
    - 生母：吳氏（1571年—1618年），贈衍聖公夫人。[註 3]

### 家庭
- 元配：侯氏，庠生侯承龍長女、河南布政使司右參政侯寧孫女；生卒年不詳[1]:11-12
- 繼配：仝氏（1600年—1641年）[註 4]，鴻臚寺序班仝朝式長女。
- 側室：陶氏（1616年—1694年）[註 5]，宛平人，陶承德長女、孔興燮生母；誥封衍聖公太夫人
  - 子：孔興燮（1636年—1668年），順治五年（1648年）承襲衍聖公
  - 長女婿：宋國瑛，東平人，曾任山西潞城知縣；刑部主事宋祖乙第三子
  - 次女婿：羅夢楊，青陽人，官至四氏學教授；太常寺卿羅尚忠第二子
  - 三女婿：郭懋敦，汶上人，曾任廣東博羅縣丞；江南提督、都督同知郭萬程之子
  - 四女婿：劉子寬，虞城人，曾任浙江黃巖知縣；兖州府推官劉中砥第三子

## 圖片

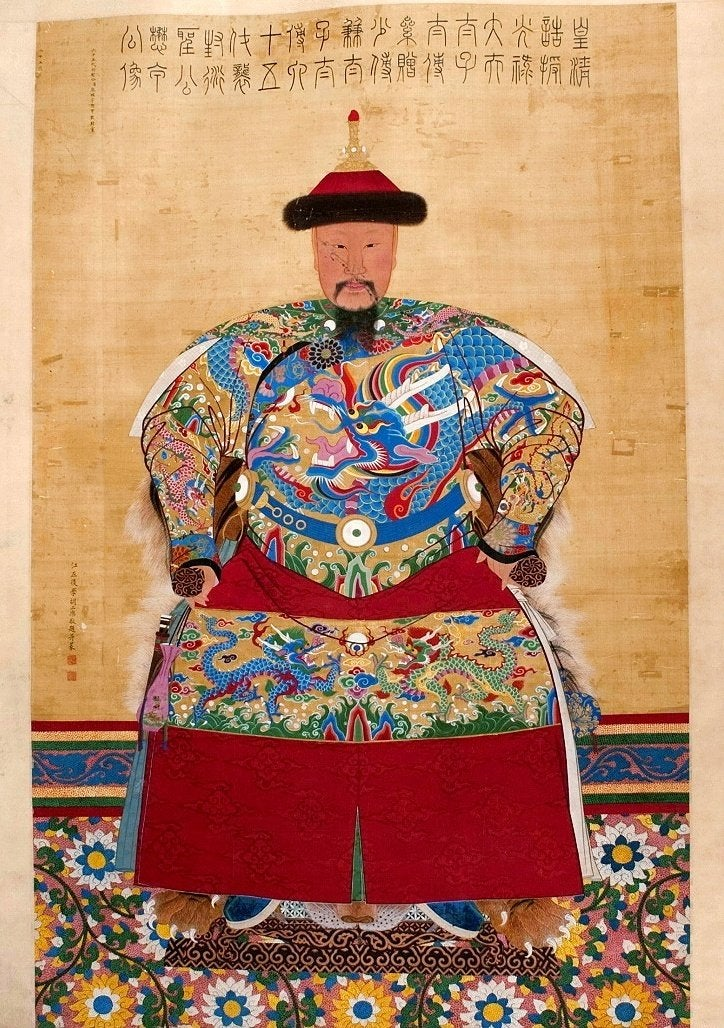
清代朝服像
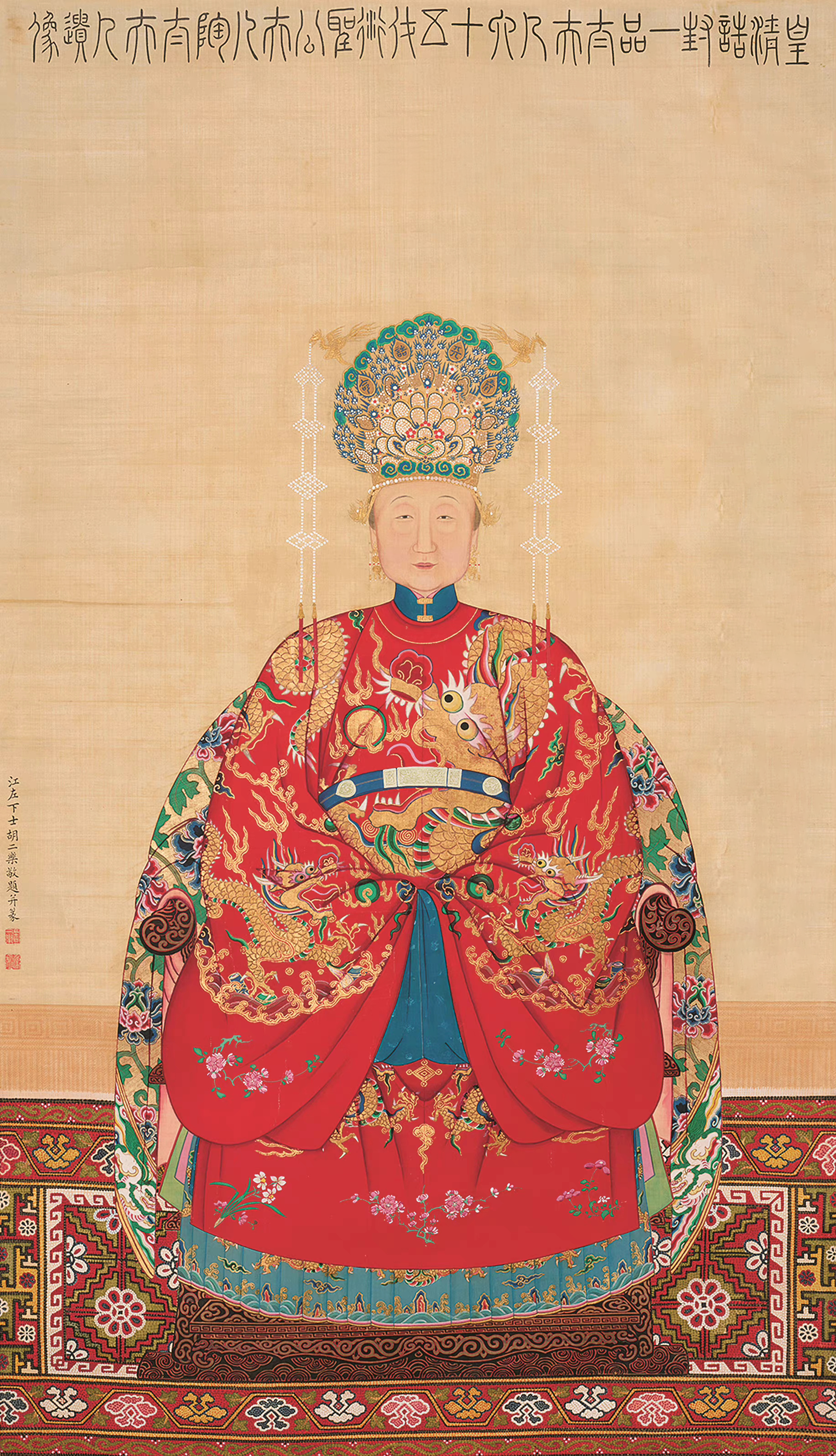
孔胤植側室陶夫人

## 附註
1. ↑  「繼配衛氏，松江華亭人，嗣宣城伯璋次女；弘治十年七月二十四日子時生，神宗萬曆三年七月初七日申時卒，年七十九」
2. ↑  「嘉靖二十五年襲五經博士；元年八月二十二日丑時生，萬曆三十四年三月十七日寅時卒，年八十五。贈太子太保、衍聖公。配李氏、繼配張氏，並贈衍聖公夫人……」
3. 1 2 3  「穆宗隆慶六年十二月初十日辰時生，萬曆二十六年九月十四日亥時卒，年二十七。贈太子太保、衍聖公。生母王氏，贈衍聖公夫人。配吳氏，隆慶五年八月初四日卯時生，萬曆四十六年四月初八日寅時卒，年四十七，贈衍聖公夫人。子一衍植，為大宗後。」
4. ↑  「萬曆二十八年七月二十七日亥時生，莊烈帝崇禎十三年十一月二十五日卯時卒，年四十一」
5. ↑  「生母陶氏，……萬曆四十四年九月初八日子時生，我朝康熙三十三年八月初一日卯時卒，年七十九」

## 延伸阅读
[在维基数据编辑]
 《清史稿·卷483》，出自趙爾巽《清史稿》
 在维基共享资源阅览影像